# Friedrich A. Kinkele
Friedrich Andreas Kinkele (* 1. Januar 1949; † 5. Dezember 2012) war ein deutscher Unternehmer.

## Werdegang
Kinkele entstammte einer Ochsenfurter Unternehmerfamilie. Sein Urgroßvater hatte 1885 die Schlosserei Kinkele gegründet. 1979 übernahm er von seinem Vater das Unternehmen und baute es zu einem führenden Auftragsfertiger im Maschinenbau, Apparatebau und Stahlbau aus. Das Unternehmen beschäftigt rund 300 Mitarbeiter und 70 Auszubildende (Stand: 2012). 2008 lag der Umsatz bei 76,9 Millionen Euro. 

## Ehrungen
- Verdienstkreuz am Bande der Bundesrepublik Deutschland
- Staatsmedaille für besondere Verdienste um die bayerische Wirtschaft